# Biserica „Înălțarea Domnului” și „Intrarea în Biserică” din Ciovârnășani
Biserica cu hramurile „Înălțarea Domnului” și „Intrarea în Biserică” se află în localitatea Ciovârnășani din comuna Șișești (județul Mehedinți). Biserica se află pe noua listă a monumentelor istorice sub codul LMI:  MH-II-m-B-10290.

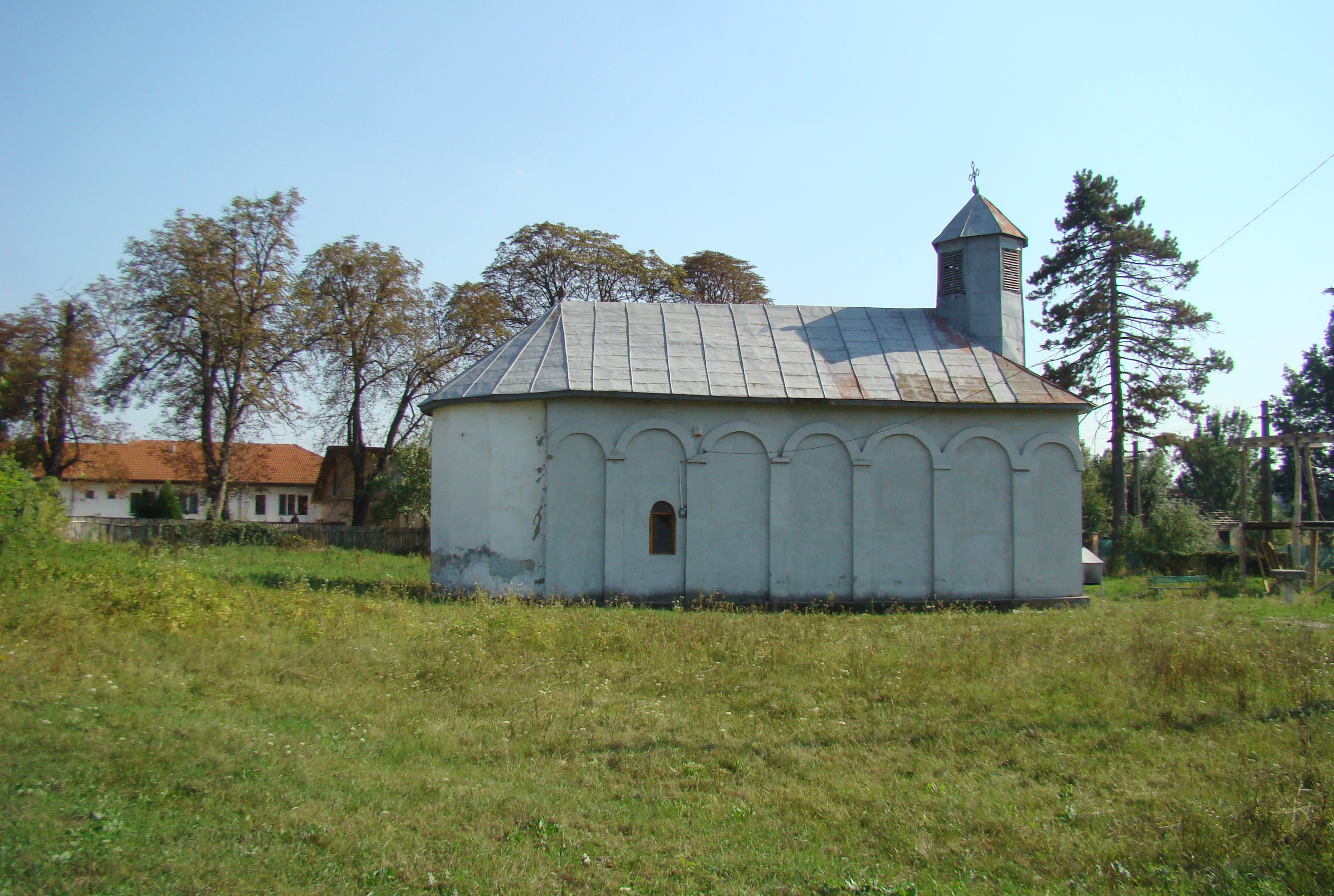
Biserica (nord)

## Istoric și trăsături
Biserica cu hramurile „Intrarea în Biserică a Maicii Domnului” și „Înălțarea Domnului” a parohiei Ciovârnășani datează din prima jumătate a veacului al XIX-lea. Textul vechii pisanii menționează că biserica s-a zidit în perioada 1837-1847 pe ruinele unei alte biserici, construită în 1650 de Lupu Buliga Mehedințeanu, fost căpitan în armata lui Matei Basarab. S-a reparat radical în 1935, adăugându-se hramul „Înălțarea Domnului”. Biserica este construită din cărămidă de bună calitate, cu mortar de var și piatră de râu. Este de plan dreptunghiular, interiorul respectând spațiul ritualului ortodox, fiind compartimentat în altar, naos și pronaos. Planul mai prezintă o particularitate rar întâlnită: lipsa pridvorului, înlocuit printr-o intrare lungă, îngustă și joasă (2 m înălțime la ușă), flancată de o cămăruță depozit și de scara de acces la clopotniță. Dimensiunea este de 14x6 m, cu absida altarului decroșată poligonală, cu turla clopotniță octogonală deasupra intrării.
Naosul este separat de altar printr-o catapeteasmă de zid, în care sunt prevăzute deschiderile, conform ritualului ortodox. Proscomidiarul este sugerat printr-o nișă pe peretele de nord și închipuie staulul în care s-a născut Iisus Hristos, dar și mormântul în care a fost pus. Naosul are formă dreptunghiulară și este acoperit de o cupolă. Pronaosul are tot un plan dreptunghiular, având ca sistem de boltire o calotă, cu structura pe pandativi. Acoperișul bisericii este din tablă galvanizată, la origini fiind acoperită cu șiță. Decorația exterioară este alcătuită dintr-un singur rând de arcaturi care ocupă toată înălțimea zidului.

## Legături externe
- Lăcașele de cult din județul Mehedinți Arhivat în 2 iulie 2016, la Wayback Machine.
- Biserici din Oltenia cu hramul „Înălțarea Domnului”
- Fișă de monument

## Imagini

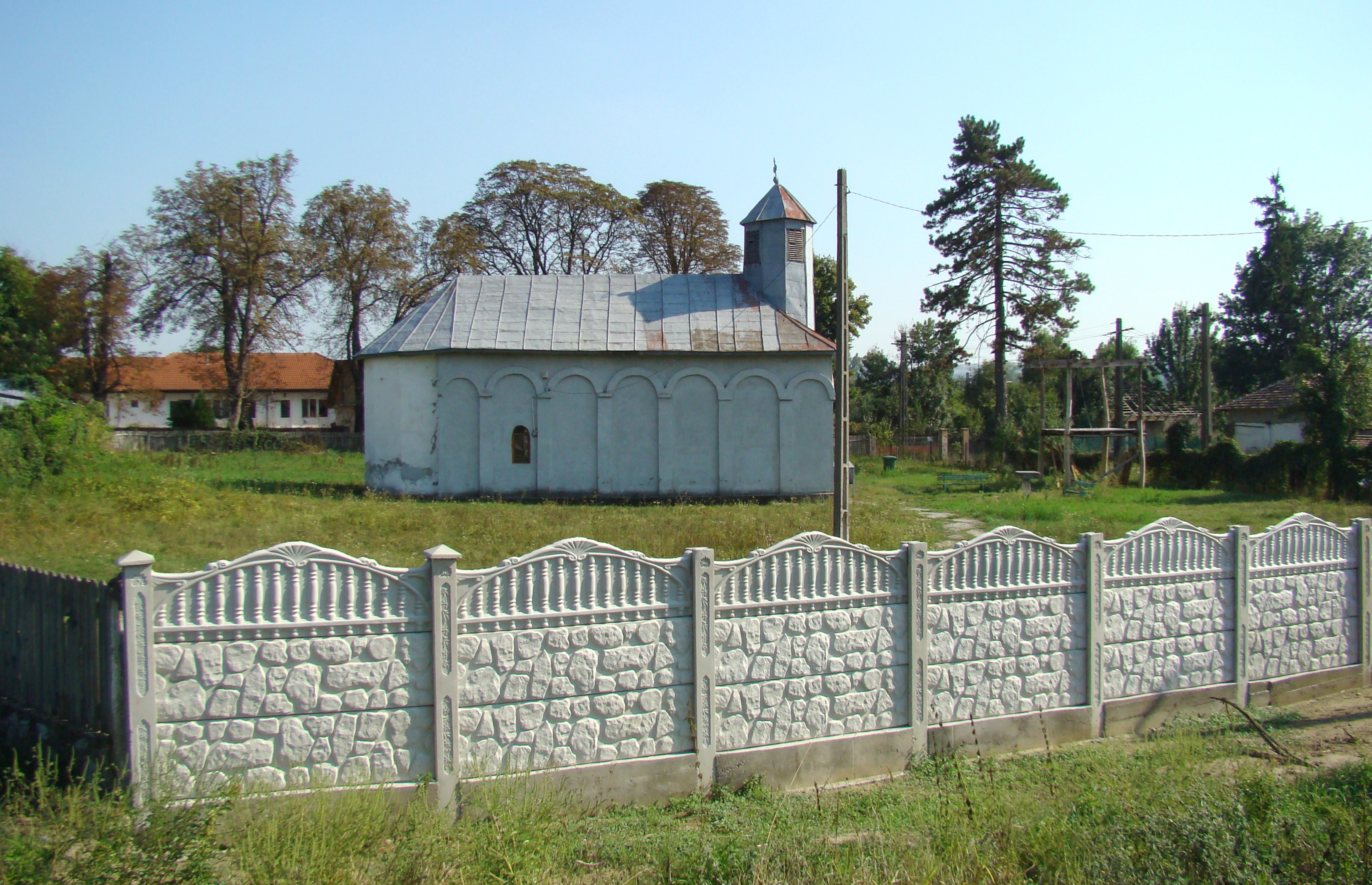
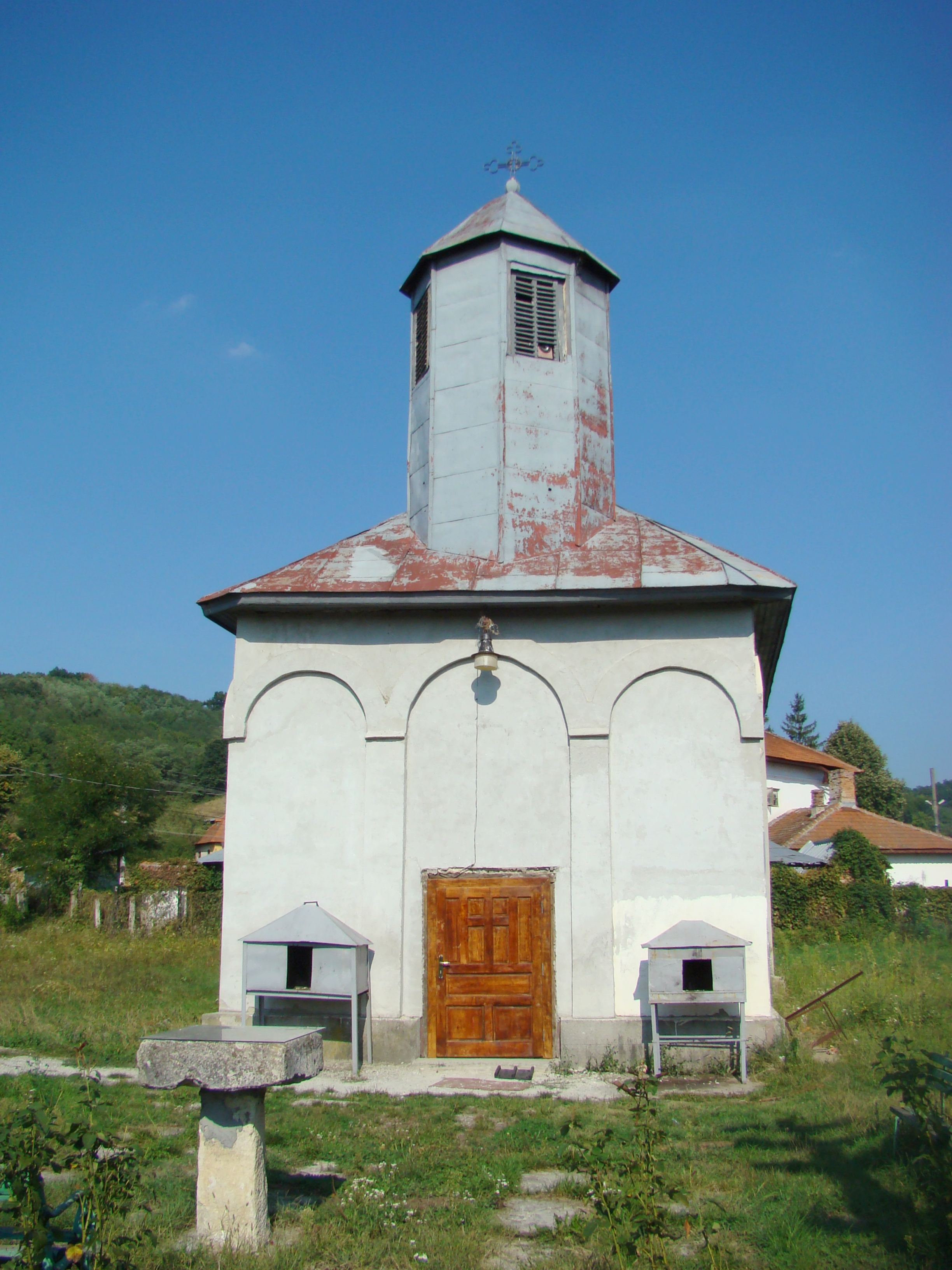
Biserica (vest)
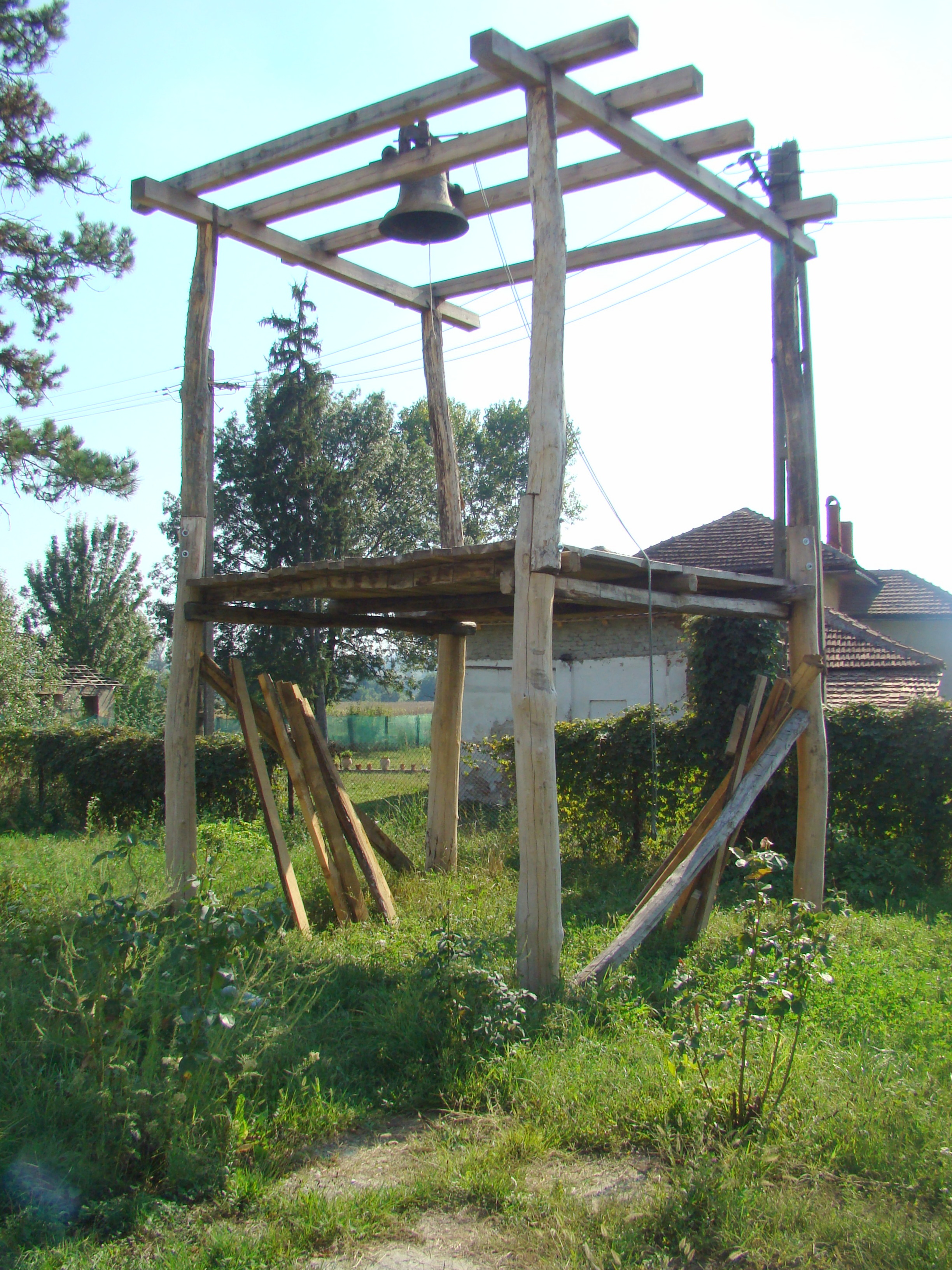
Clopotniţa
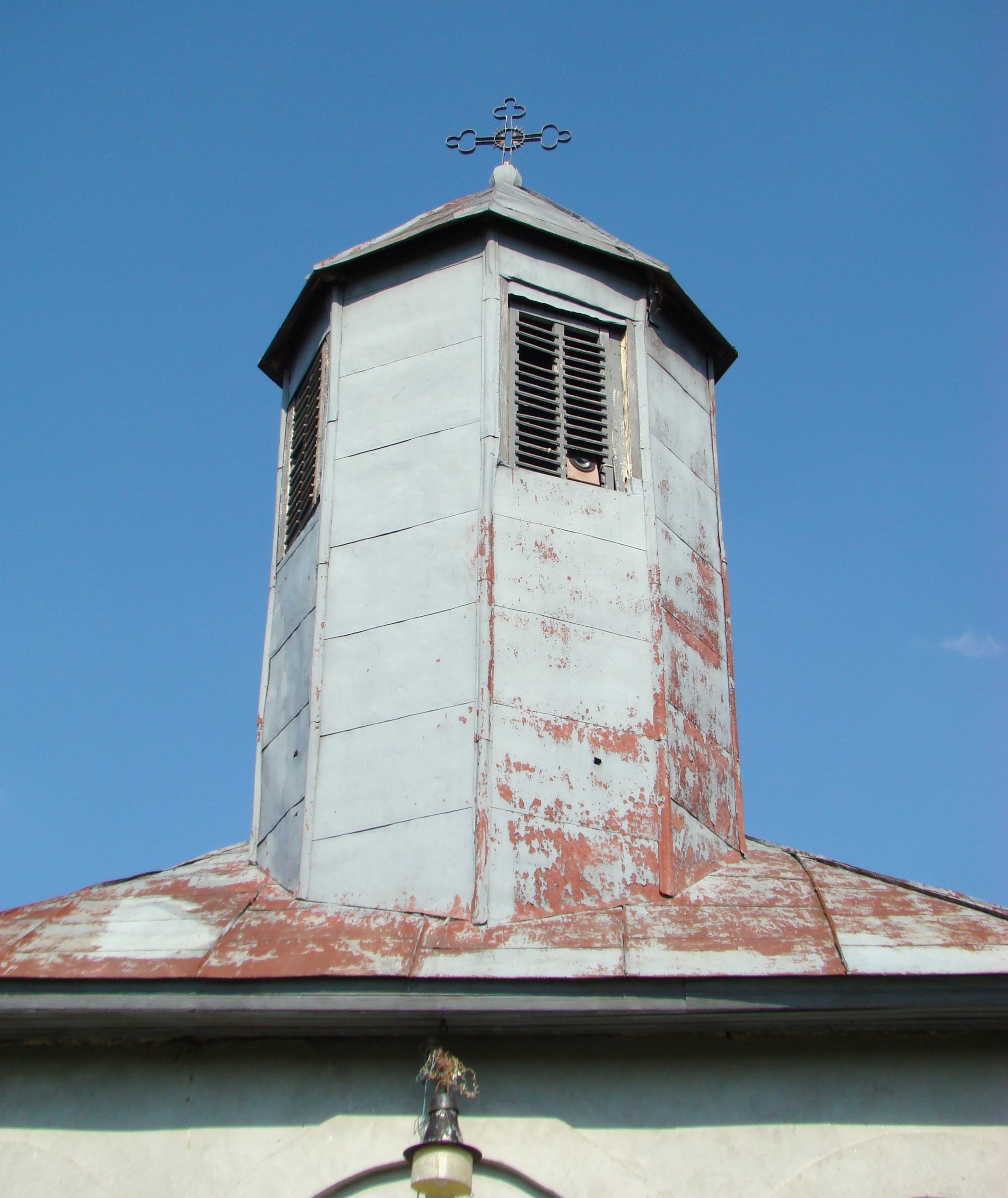
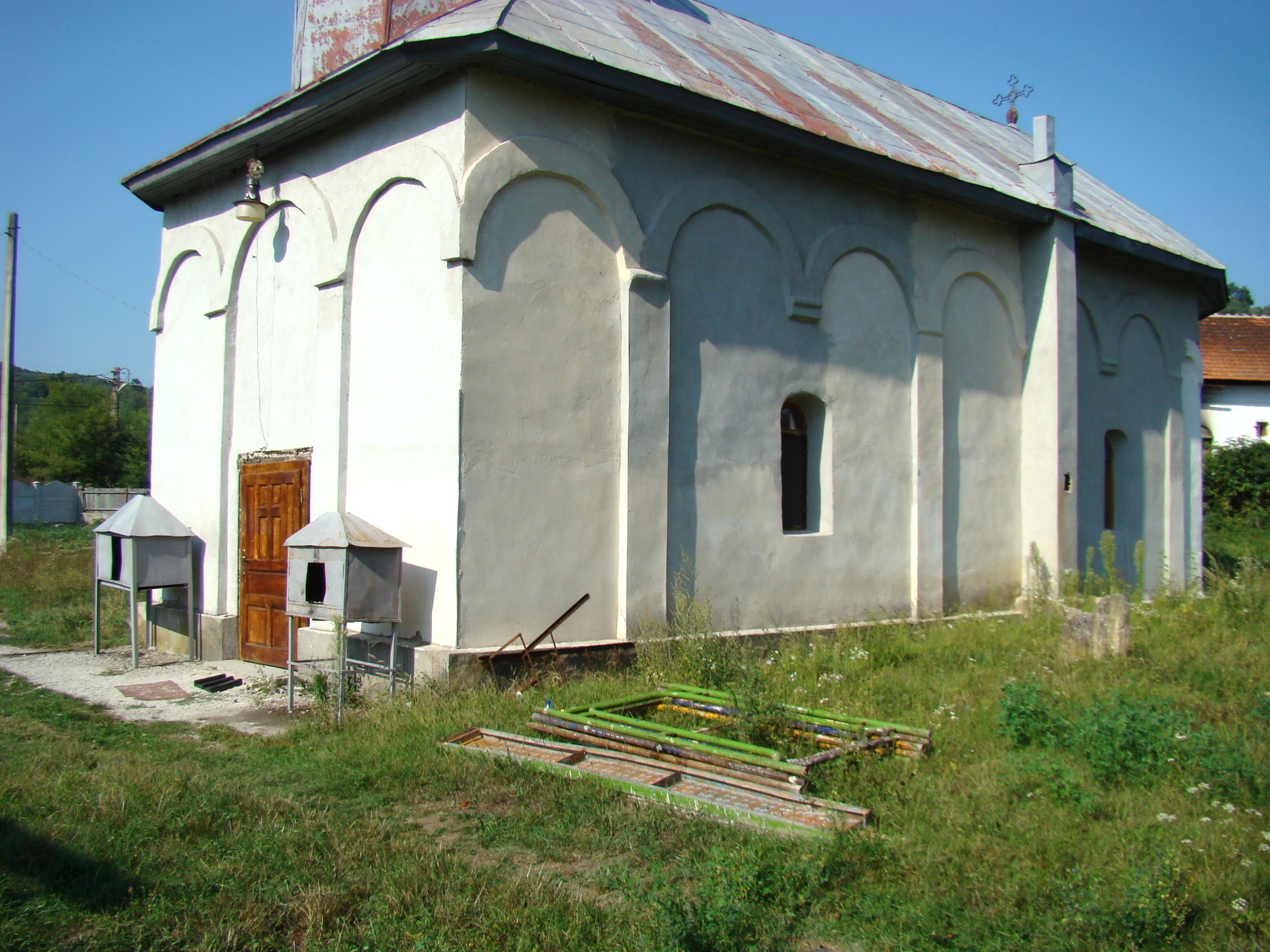
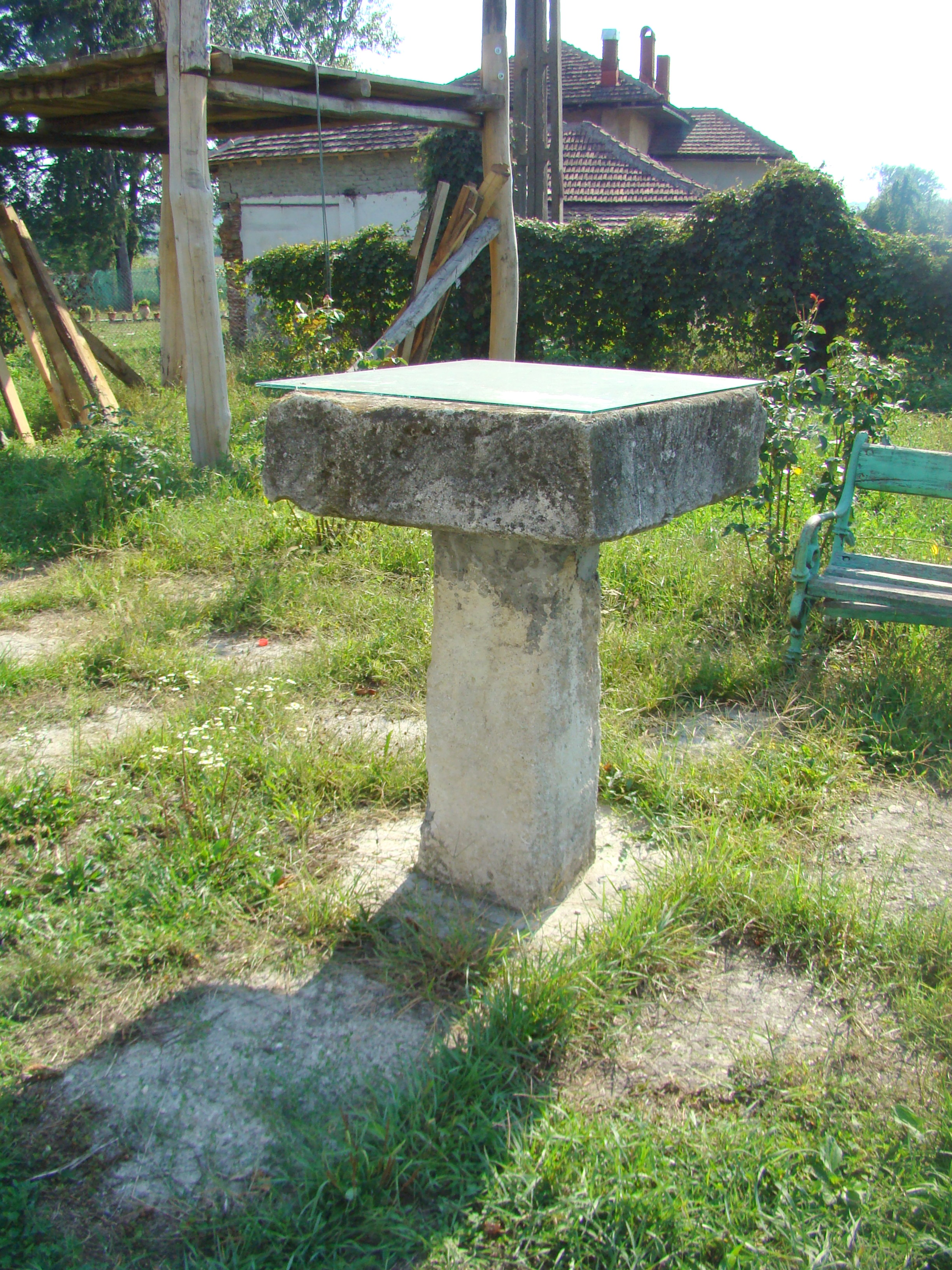
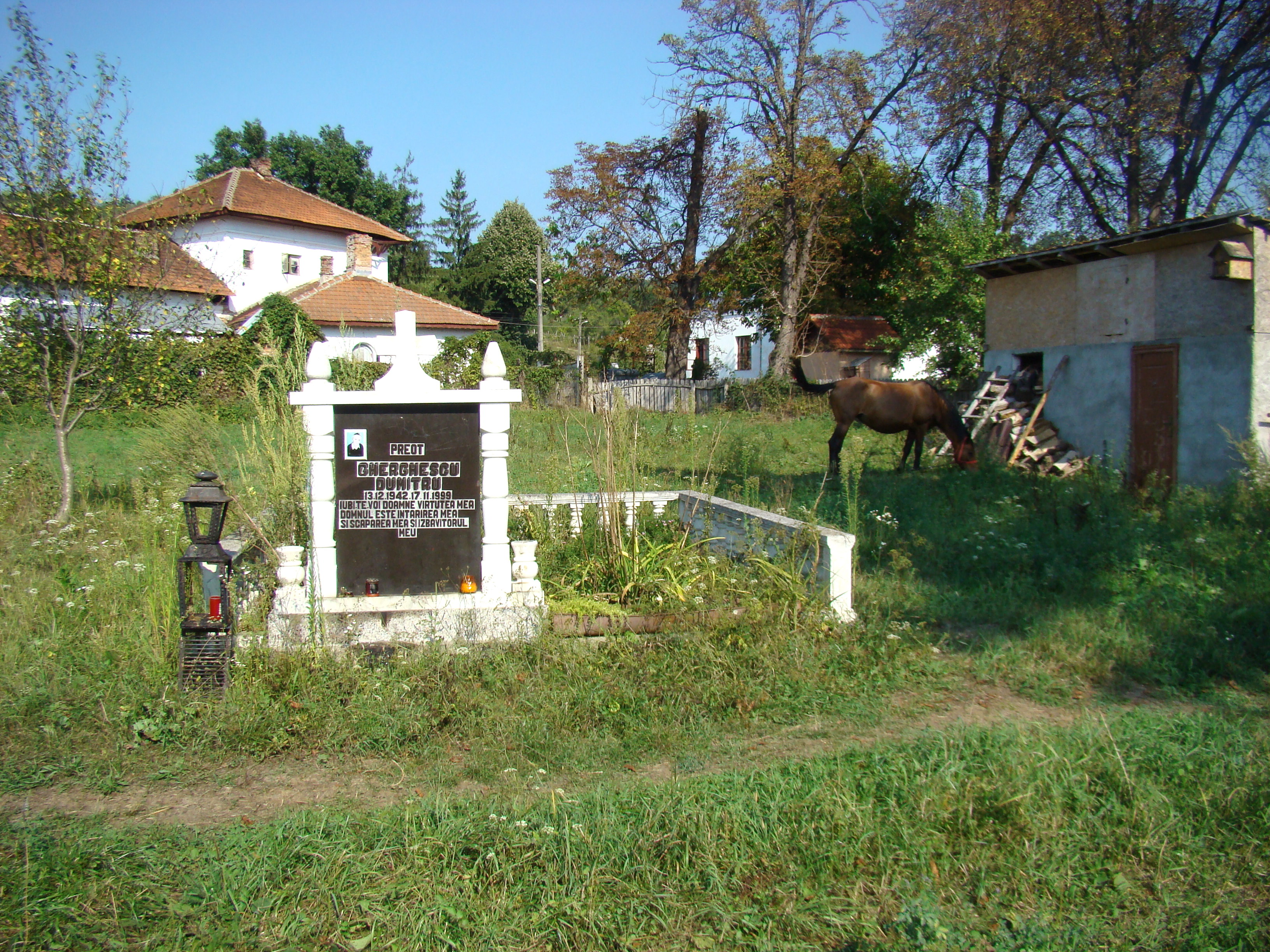
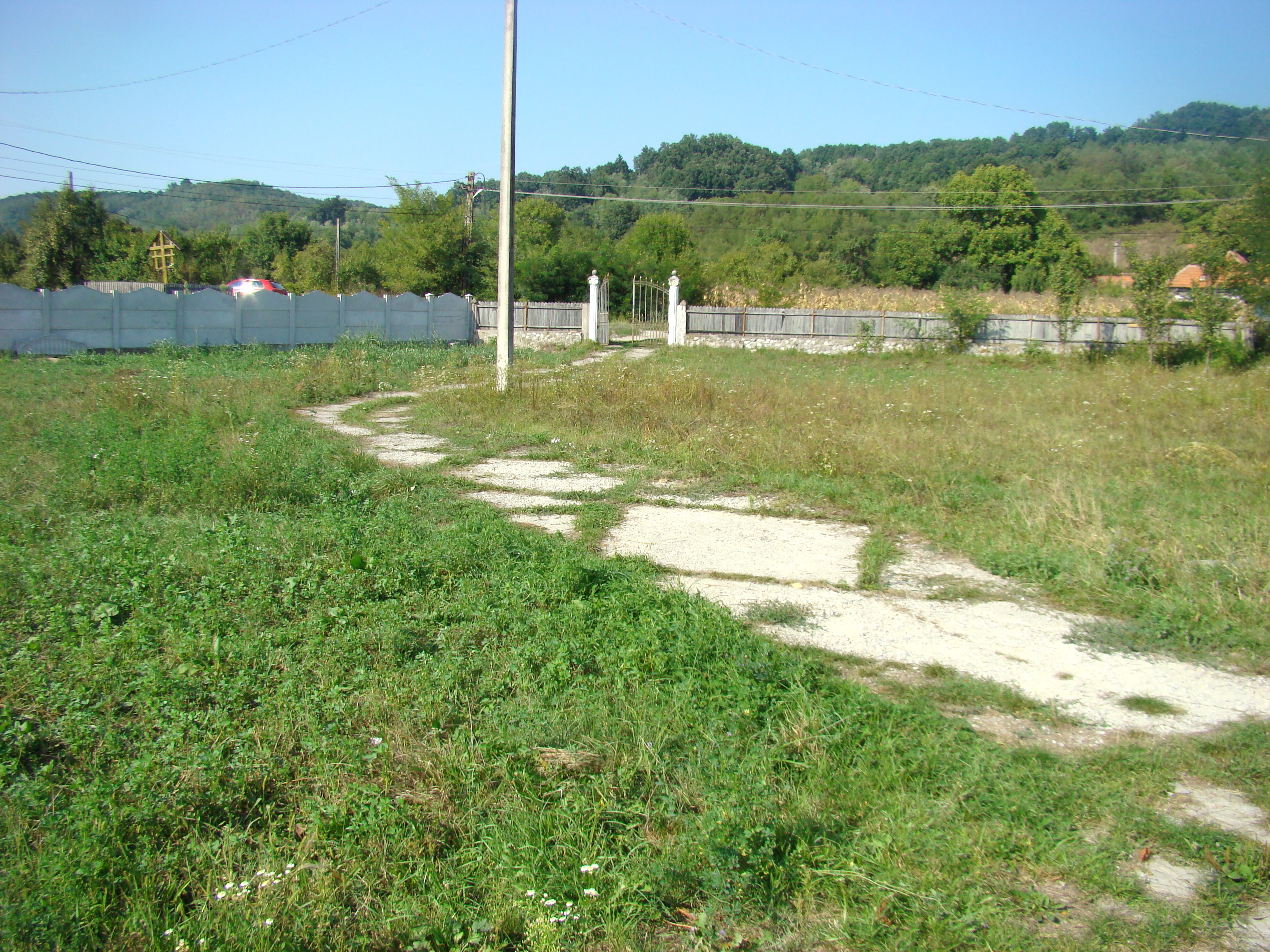
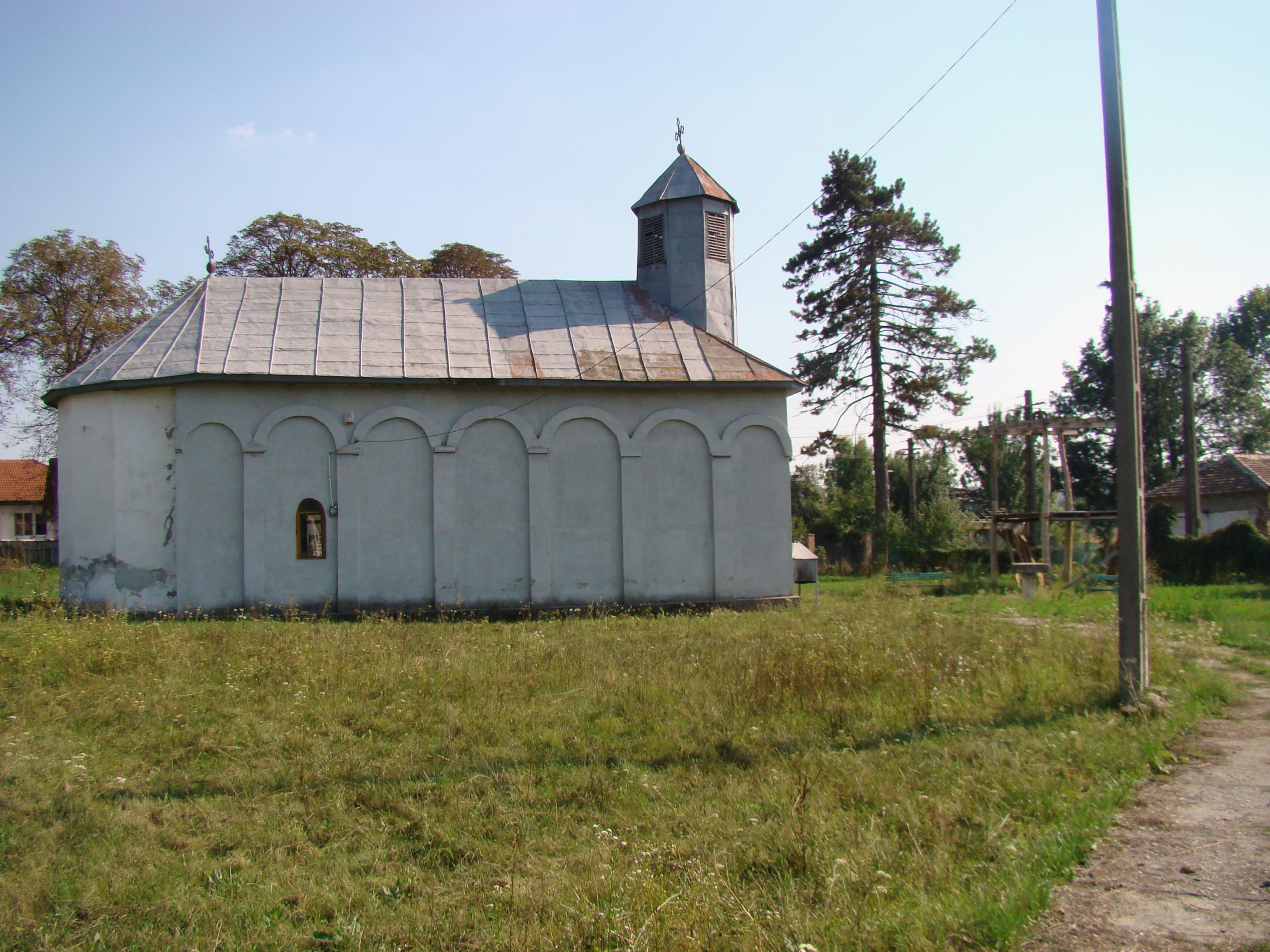